# Juan Bautista Loza
Juan Bautista Loza (Santiago del Estero, 20 de junio de 1906-Buenos Aires, 20 de agosto de 1999) fue un militar argentino que se desempeñó, al mismo tiempo, como comandante en jefe del Ejército y secretario de Guerra, entre abril y agosto de 1962, durante la crisis de los Azules y Colorados.

## Carrera
Luego de haber finalizado sus estudios secundarios ingresó al Colegio Militar de la Nación en 1924. Egresaría del mismo a finales de 1927 con el grado de subteniente del arma de infantería.
En un principio Juan Bautista Loza simpatizó con el gobierno de Juan Domingo Perón, aunque luego, siendo ya coronel, tomó distancia del mismo.
En el mes de diciembre de 1956 Juan Bautista Loza pasó a situación de retiro junto al entonces comandante en jefe del Ejército, teniente general Francisco Zerda y otros generales de la cúpula del Ejército, por discrepancias con el gobierno de Aramburu.

### Crisis de los «Azules» y «Colorados»
Tras el derrocamiento del presidente Arturo Frondizi el 29 de marzo de 1962 por parte de la junta militar encabezada por el teniente general Raúl Alejandro Poggi, el brigadier general Cayo Antonio Alsina y el almirante Agustín Ricardo Penas, los tres comandantes en jefe de las Fuerzas Armadas argentinas, la Argentina se vio inmersa en una profunda crisis política, institucional y militar.
Las fuerzas armadas, sobre todo el Ejército Argentino, atravesaban una profunda división entre dos bandos diferenciados entre «Azules» y «Colorados». 
El bando «colorado» buscaba generar un estricto control de la sociedad y de la política por parte de las fuerzas armadas, prescindiendo de los principios fundamentales fijados por la Constitución. El bando “azul” pretendía que las fuerzas armadas se limitaran a sus responsabilidades profesionales, y en cierto modo buscaban descomprimir la profunda crisis en la que se encontraba inmerso el país por medio de un diálogo con el sector civil, incluyendo a unos pocos de tendencia peronista. Si bien se mostraban firmes en su decisión de combatir los grupos de extrema izquierda al igual que los colorados, estos últimos diferían en entablar diálogo con el peronismo, ya que lo asociaban al comunismo, y por ende debía ser eliminado de la escena política. Hacia 1962 cada bando luchaba para lograr el control sobre el conjunto de las Fuerzas Armadas para así influenciar y vigilar el endeble gobierno de José María Guido y establecer el rumbo que debía seguir la política nacional de Argentina.

### Reincorporación al servicio activo
El 20 de abril el titular de la guarnición de Campo de Mayo, el general de brigada Enrique Rauch se declaró en rebeldía y exigió la renuncia y pase a retiro del titular del Ejército, teniente general Raúl Poggi y el secretario de Guerra, general de división Marino Carreras. Ambos bandos desplegaron tropas en las calles haciendo inminente un enfrentamiento armado. Sin embargo, un acuerdo de último momento logró evitar las hostilidades. Poggi, Carreras y Rauch pasaron a situación de retiro bajo la promesa de que se nombraran nuevos jefes que no hayan estado implicados en la disputa.
El 22 de abril el general de brigada Juan Bautista Loza es reincorporado al servicio activo e investido como nuevo secretario de Guerra e interinamente ejerció el cargo de comandante en jefe del Ejército, prometiendo designar a otro general a ese cargo, algo que nunca pudo concretar. Por lo que a lo largo de su mandato frente a la Secretaría de Guerra también ejerció como comandante en jefe del Ejército. Es decir, por un lado tuvo la conducción política de la fuerza al ser secretario de Guerra, y, por otro, la jefatura militar al ejercer interinamente como comandante en jefe. Dicha situación zanjaría aún más las diferencias entre las facciones que ya estaban enfrentadas dentro de las Fuerzas Armadas.
El general de brigada Loza buscó dar alguna participación al peronismo en el estatuto de partidos políticos, provocando la furia del sector “colorado”. Señaló en uno de sus discursos que el Ejército "no puede embanderarse con ningún sector político" y manifestó su rechazo a las dictaduras "de derecha o de izquierda, militares o civiles", al tiempo que mostró su predisposición a que hubiera lo más pronto posible una salida electoral.

#### Rebelión y pase a retiro
El sector «colorado» quería remover a Loza de sus cargos por su marcada inclinación al bando “azul” y por ejercer conjuntamente los dos cargos más importantes del Ejército.
El 8 de agosto de 1962 el comandante del IV Cuerpo de Ejército, general de división Federico Toranzo Montero, hermano del teniente general Carlos Severo Toranzo Montero, se sublevó y se autotituló como nuevo comandante en jefe del Ejército Argentino, además, exigió la renuncia de Juan Bautista Loza de todos sus cargos.
En apariencia, el levantamiento se justificaba en una cuestión reglamentaria, porque Loza no cumplió con una antigua tradición del Ejército al asumir la comandancia y no transferido al oficial superior más antiguo en actividad, en este caso, Federico Toranzo Montero. Sin embargo, esto fue solo un pretexto para sacar del medio a Loza por afectar los intereses «colorado», estos consideraban que el general de brigada Juan B. Loza quebrantó los principios de la Revolución Libertadora, mostrándose abierto al diálogo con los peronistas.
Loza no fue acompañado para resistir al levantamiento. Las tropas del Ejército en Córdoba adhirieron a Toranzo Montero mientras que la Marina y la Aeronáutica permanecieron ajenas al conflicto. Si bien Loza contaba con apoyo de los generales de la Guarnición de Campo de Mayo, decide renunciar a sus cargos. El Ejército se sumerge en una lucha interna buscando nombrar a un nuevo Secretario y un nuevo Titular. Se impuso la posición de la caballería, sostenida por Rauch. Guido nombra secretario de Guerra al general Eduardo Señorans, oficial del Cuerpo de Ingenieros, comprometido con Campo de Mayo.
Los colorados no aceptaron a Señorans como nuevo secretario. Proponían la designación del teniente general Arturo Ossorio Arana, ministro de Guerra y luego comandante en jefe del Ejército durante la Revolución Libertadora. Contaban con el visto bueno de la Armada y la promesa de la Fuerza Aérea de permanecer neutral, los colorados usarían la fuerza si agotaban las instancias. Toranzo Montero viajó a Buenos Aires y se instaló en Palermo, al comando de la Primera División desplazando sus tropas por el centro de la Capital. En respuesta, el bando de los «azules» desplegó al VIII Regimiento de Tanques de Caballería Blindada, con asiento en Magdalena. Un total de 27 tanques Sherman, al mando del coronel López Aufranc, convergieron hacia Buenos Aires desde La Plata, mientras el general Juan Carlos Onganía hacía lo mismo desde Campo de Mayo con el IV Cuerpo de Caballería Blindada, formado por tres regimientos de tanques, un batallón de ingenieros, y las tropas del Centro de Instrucción de Caballería. Los “azules” llevaban la ventaja militar.
Cuando se estaba al borde del choque armado entre facciones, el presidente José María Guido, en la noche del 11 de agosto, llama a una tregua y convocó a los jefes rebeldes a la residencia de Olivos. Señorans, el nuevo secretario de Guerra, considera fuera de lugar la tregua y abandona su cargo. Los “colorados” evitaron un baño de sangre que les significaría una derrota militar apabullante y además, logran el nombramiento del general de brigada Juan Octavio Cornejo Saravia en la Secretaría de Guerra, que nombra al general de brigada Juan Carlos Lorio como comandante en jefe y al también general de brigada Bemardino Labayrú, exsecretario de la Presidencia de la Revolución Libertadora, como jefe del Estado Mayor del Ejército.

## Después del retiro
Luego de su retiro, fue nombrado embajador plenipotenciario de la Argentina en la embajada en Turquía. Juan Bautista Loza se desempeñó como presidente del Círculo Militar durante el período 1968-1970.
El general de brigada Juan Bautista Loza dejó de existir el 20 de agosto de 1999 a causa de un paro cardiorrespiratorio, tenía noventa y tres años.